# OREDO
OREDO s.r.o. je organizace se sídlem v Hradci Králové, zřízená kraji k objednávání veřejné osobní dopravy v závazku veřejné služby v rámci integrovaného dopravního systému IREDO. Za názvem organizace, tvořeným zkratkou, se obvykle uvádí vysvětlující podnadpis Organizátor regionální dopravy Královéhradeckého kraje, od roku 2011 Organizátor regionální dopravy Královéhradeckého a Pardubického kraje, avšak tyto texty nikdy nebyly součástí oficiálního názvu společnosti zapsaného v obchodním rejstříku. Původně byl jediným společníkem Královéhradecký kraj, k 12. lednu 2011 bylo zapsáno zdvojnásobení základního kapitálu a společníky jsou rovným dílem Královéhradecký kraj a Pardubický kraj, 11. prosince 2011 pak byl systém IREDO rozšířen do Pardubického kraje.

## Historie
Společnost OREDO byla založena k 28. lednu 2003 rozhodnutím Zastupitelstva Královéhradeckého kraje z konce roku 2002, po dvouletém projednávání v orgánech zastupitelstva a po zpracování analýzy a návrhu organizace dopravní obslužnosti firmou Výrek. OREDO patří mezi zakládající členy České asociace organizátorů veřejné dopravy. V roce 2011 do společnosti OREDO vstoupil též Pardubický kraj.
V čele společnosti stojí dozorčí rada, v níž je každá z politických stran zastoupených v krajských zastupitelstvech zastoupena jedním členem. Statutárními orgány jsou dva jednatelé, kteří mohou jednat každý samostatně. Od vzniku organizace je jednatelem Ing. Vladimír Záleský z Čestic, od 31. března 2011 je druhým jednatelem Ing. Emil Efler z Pardubic. Ve funkci předsedy dozorčí rady se vystřídali Jaroslav Vácha (2003–2005), Petr Kuřík (2005–2008), Josef Ješina (od 13. ledna 2009). Od 31. března 2011 má dozorčí rada 6 členů, jejím místopředsedou je Dalibor Zelený.
OREDO začínalo se třemi zaměstnanci, v roce 2004 se jejich počet zvýšil na 6, působilo v pronajatých kancelářích a nevlastnilo žádný dopravní prostředek.
Ve stejném objektu v Nerudově ul. v Hradci Králové sídlí OREDO dodnes. 
Přestože se firma stále nazývá OREDO, což znamená ORganizátor REgionální DOpravy, vystupuje již jen jako integrátor a správce (postupně na celé dva kraje + okolí rozšířeného) systému IREDO a již není zástupce objednatele, který by byl odborně odpovědný i za jízdní řády, jako tomu bylo na začátku. Od odvolání prvního dlouholetého jednatele Ing. Vladimíra Záleského má firma nové vedení a kontrolované dvoučlennou valnou hromadou tvořenou radními krajů, které společnost OREDO vlastní.